# بخش کوهنانی
بخش کونانی یکی از بخش‌های شهرستان کوهدشت در استان لرستان ایران است. .

## جمعیت
بنابر سرشماری مرکز آمار ایران، جمعیت بخش کونانی در سال ۱۴۰۲ برابر با ۲۴هزار نفربوده است.